# AD Alcides Vigo
Asociación Deportiva Capitan PIP Alcides Vigo Hurtado – peruwiański klub piłkarski z siedzibą w mieście Lima.

## Osiągnięcia
- Mistrz drugiej ligi (Segunda División Peruana) (2): 1996, 2001
- Wicemistrz drugiej ligi (Segunda División Peruana) (2): 1998, 2000

## Historia
Klub Alcides Vigo założony został w 1950 roku. Obecna nazwa obowiązuje od 27 listopada 1987 roku.
Dwukrotny mistrz drugiej ligi najbliżej awansu do pierwszej ligi był w 2001 roku, gdzie dopiero po dogrywce przegrał baraż z Deportivo Wanka Huancayo.